# La fabbrica dei mostri (album)
La fabbrica dei mostri è il terzo album studio dei Duracel.

## Tracce
1. Di nuovo lunedì – 2.30
2. Daria – 2.39
3. Novanta – 2.50
4. La fabbrica dei mostri – 2.05
5. Canzone per la gente – 2.27
6. Caramella – 2.26
7. Timido – 2.04
8. Non siamo più amici – 2.56
9. Non mi piace ballare – 2.32
10. Sfaticato – 2.55
11. Vieni al mare con me – 2.43
12. Largo tempini – 2.48
13. Quasi identici – 2.26

## Formazione
- Zamu - voce, basso
- Umbre - chitarra
- Vale - chitarra
- EL Bocia - batteria